# ゴーヴァップ区
ゴーヴァップ区（ゴーヴァップく、ベトナム語：Quận Gò Vấp / 郡塸趿）はホーチミン市の区の1つ。タンソンニャット空港の東部から北部を占める。1976年6月にビンタイン区を新しく作るため、区内の2地区が分離した。その後、クチ県やホクモン県に移った地区がある。

## 行政区画
ゴーヴァップ区は第1坊から第17坊までの16の行政区に分かれている（第2坊は現存していない）。

## 交通
- ベトナム鉄道南北線
  - ゴヴァップ駅